# ويست هيوز همفريز
ويست هيوز همفريز (بالإنجليزية: West Hughes Humphreys)‏ هو محامي وقاضي وسياسي أمريكي، ولد في 26 أغسطس 1806 في مقاطعة مونتغومري في الولايات المتحدة، وتوفي في 16 أكتوبر 1882 في ناشفيل في الولايات المتحدة. انتخب عضو مجلس نواب تينيسي.